# Punizione di Aman
La Punizione di Aman è un affresco (585×985 cm) di Michelangelo Buonarroti, databile al 1511-1512 circa e facente parte della decorazione della volta della Cappella Sistina, nei Musei Vaticani a Roma, commissionata da Giulio II.

## Storia
Nel dipingere la volta, Michelangelo procedette dalle campate vicino alla porta d'ingresso, quella usata durante i solenni ingressi in cappella del pontefice e del suo seguito, fino alla campata sopra l'altare. La Punizione di Aman (Ester 7,1-10) quindi, che è il pennacchio a destra dell'altare, fu una delle ultime scene a essere realizzata.
Il pennacchio fu interessato da una lesione che provocò una caduta dell'intonaco, restaurato con integrazioni prima dal Carnevali nel 1570 e poi dal Mazzuoli nel 1710-1712. La parte rifatta è ben visibile nelle tre figure a sinistra poiché di colore più scuro, che testimonia l'annerimento degli affreschi già nella seconda metà del Cinquecento.

## Descrizione e stile

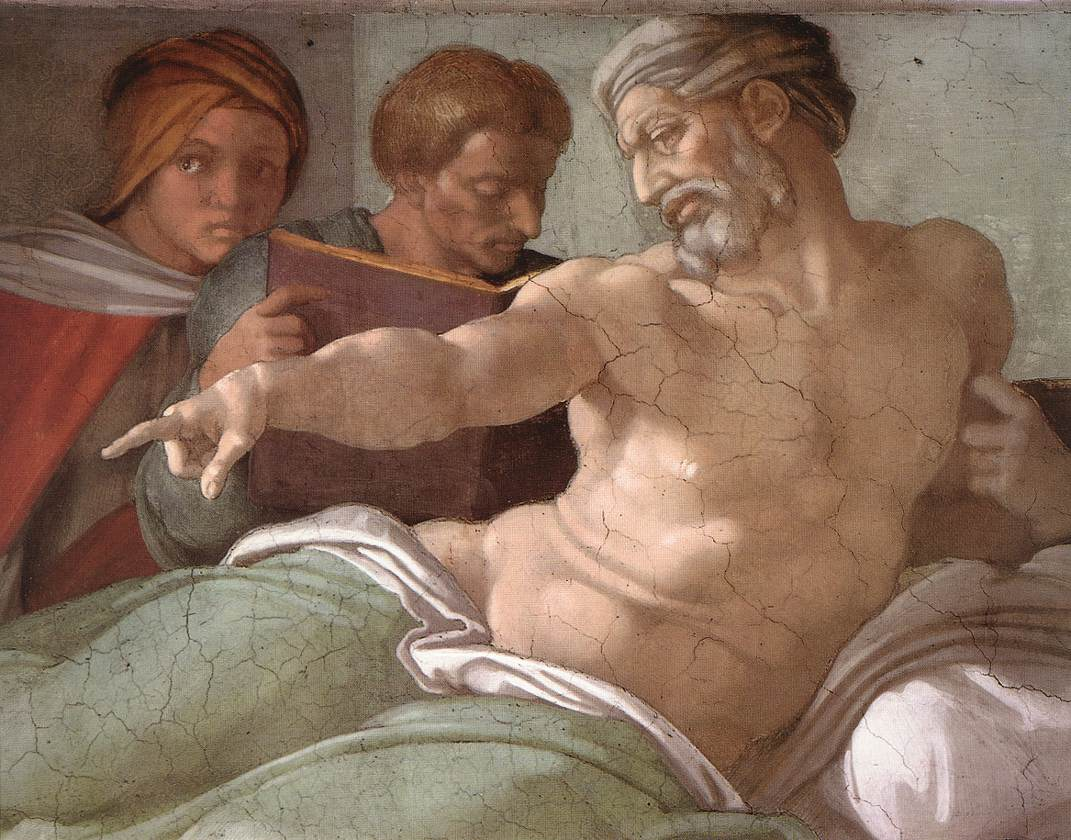
Dettaglio

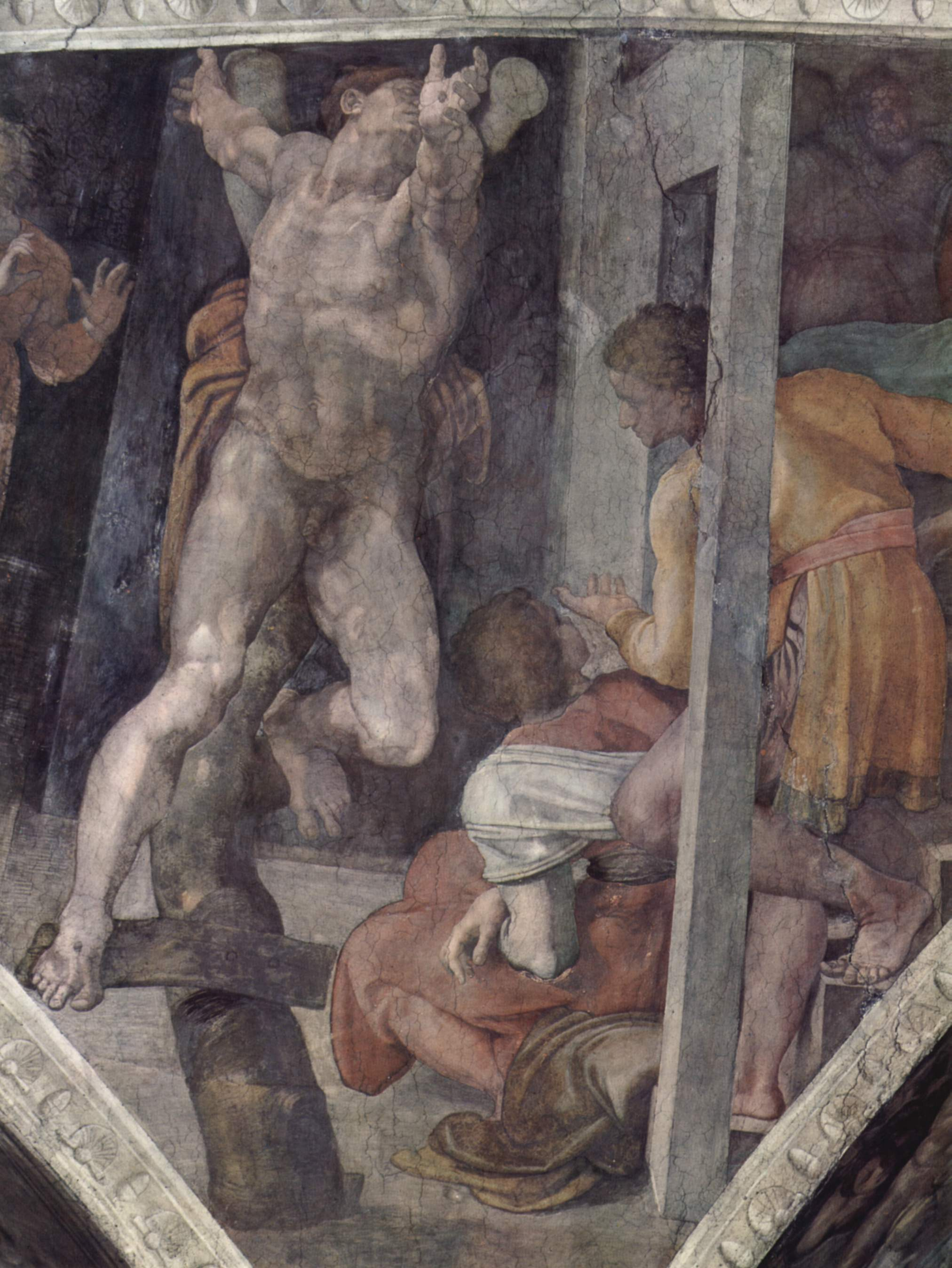
Dettaglio (prima del restauro)

La Punizione di Aman fa parte dei quattro pennacchi con storie del Vecchio Testamento, legate alla protezione del popolo d'Israele da parte di Dio.
Aman è raffigurato tre volte: a destra il sovrano Assuero lo invia a prendere gli abiti regali per Mardocheo, che è seduto sulla soglia; a sinistra Ester rivela ad Assuero la congiura di Aman e al centro Aman è punito, issato su una sorta di croce con un vertiginoso scorcio che lo proietta fuori dalla rappresentazione, verso lo spettatore. Aman è sempre riconoscibile per l'abito giallo, che compare, poggiato sul tronco dell'albero, nella scena del martirio, dove il corpo è nudo. Il corpo che taglia diagonalmente la scena domina drammaticamente l'intera rappresentazione, ed è rafforzato dalla parete bianca in scorcio della parete della stanza di Assuero, in cui si apre una porta che è attraversata, con notevole virtuosismo compositivo, da Aman in movimento.
Michelangelo, scegliendo il supplizio della crocifissione invece dell'impiccagione riportata nel testo biblico, sottolineò il tema del parallelismo con la redenzione operata tramite l'incarnazione e il sacrificio di Cristo.
In questa scena, come nelle altre immediatamente vicine, l'artista insistette particolarmente sugli scorci, in rapporto a una lettura degli affreschi che prevalentemente doveva avvenire lungo l'asse centrale, dalla porta cerimoniale verso l'altare. Buonarroti impiegò ventuno "giornate" per dipingere la scena, di cui ben tre per la sola figura di Aman: il disegno venne prima predisposto su un cartone e poi trasferito mediante incisione diretta, con una cura estrema per via dello scorcio particolarmente complesso. Esistono due fogli a sanguigna che studiano la sua figura, uno al British Museum e l'altro al Museo Teylers di Haarlem.
Alcuni rettangoli scuri testimoniano lo stato delle pitture prima del restauro.

## Galleria d'immagini

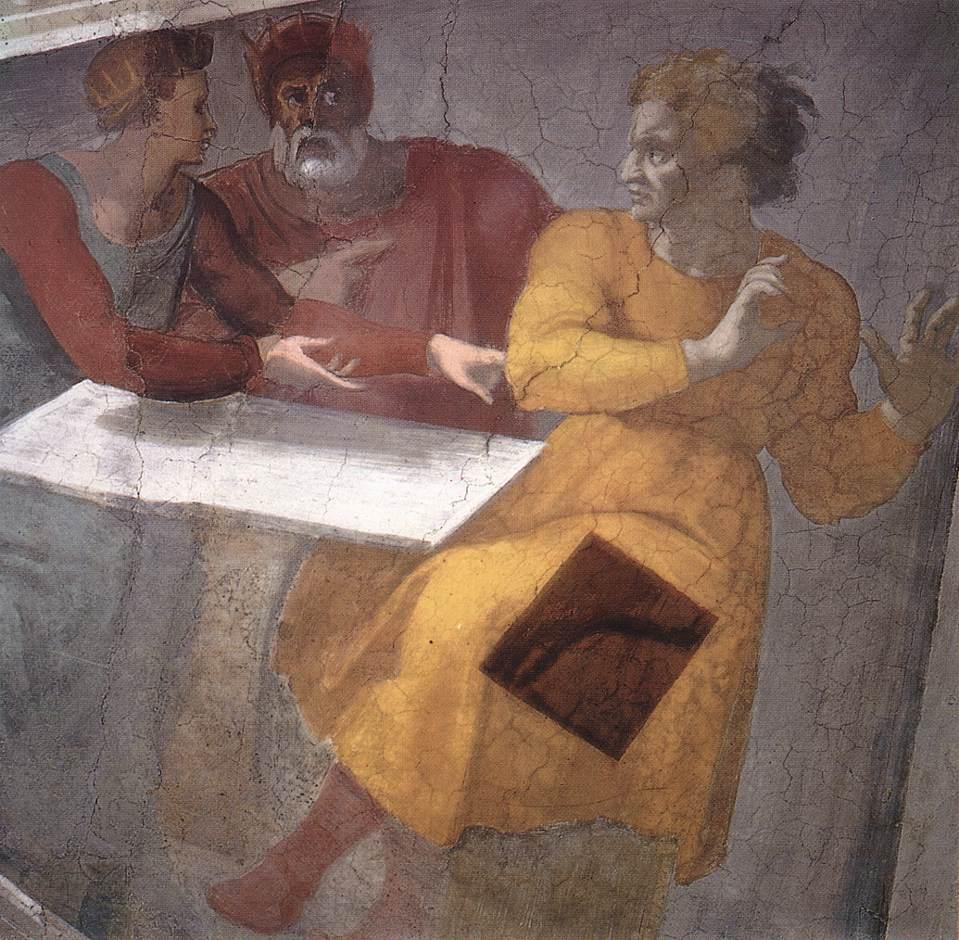
Dettaglio in cui si vedono anche i reintegri
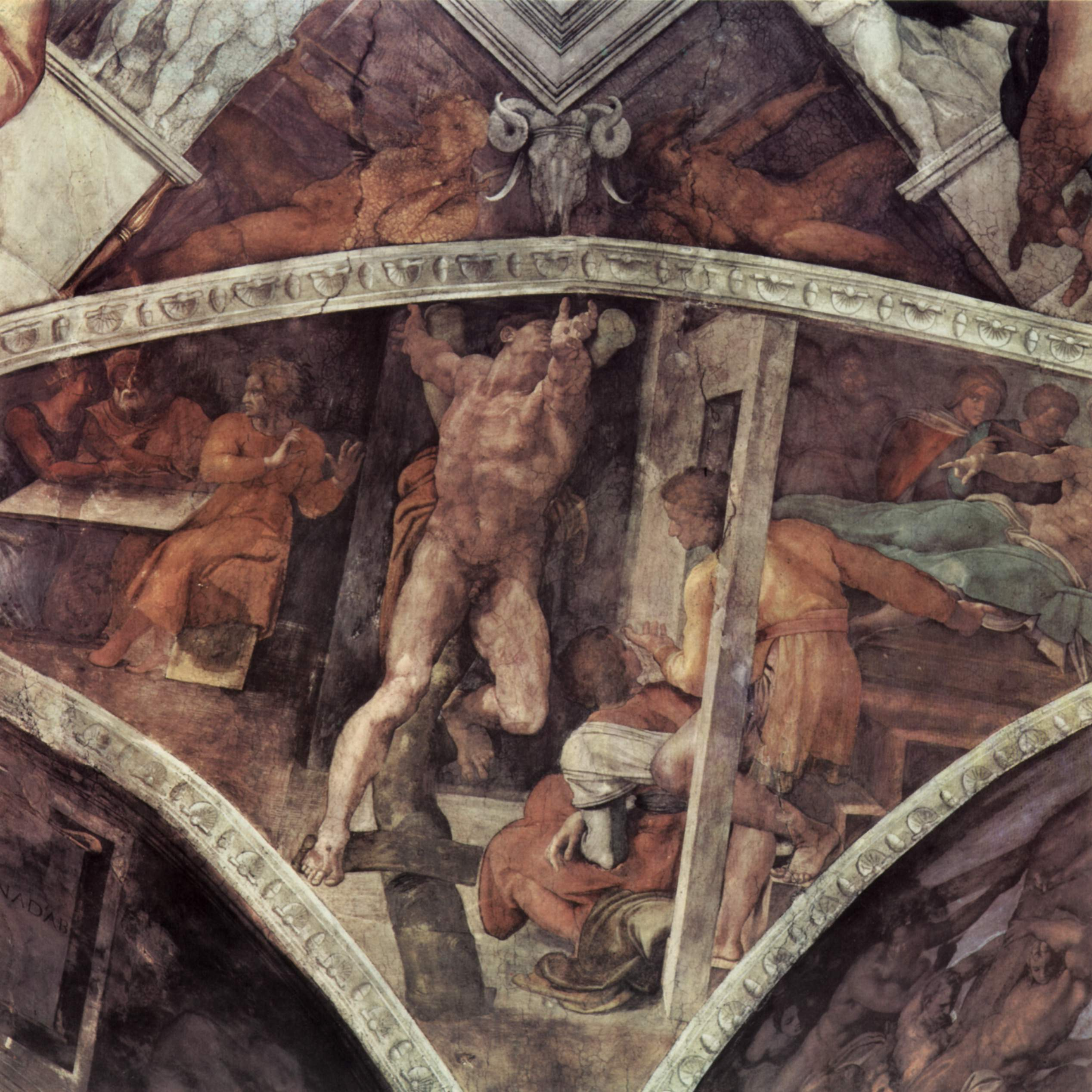
Il pennacchio prima del restauro
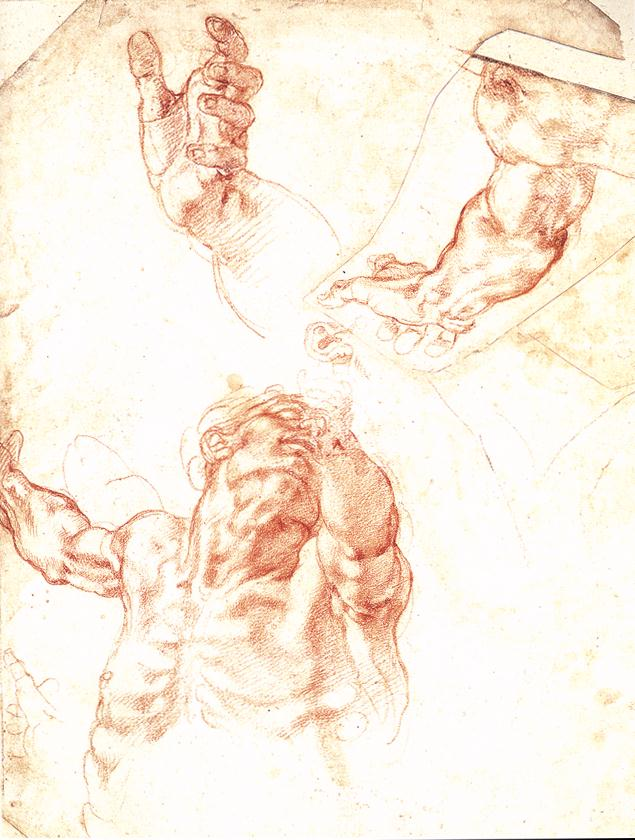
Studio nel Teyler Museum